# Irena Kurzępa
Irena Kurzępa z domu Rybak (ur. 28 marca 1947 w Krasnymstawie) – polska polityk, nauczycielka, senator V kadencji.

## Życiorys
W 1975 ukończyła studia na Wydziale Filologicznym Wyższej Szkoły Pedagogicznej w Rzeszowie, uzupełniała wykształcenie na studiach podyplomowych o kierunku filozoficzno-religioznawczym na Uniwersytecie Jagiellońskim. W 1990 obroniła doktorat w zakresie nauk humanistycznych na Akademii Nauk Społecznych w Warszawie przy KC PZPR. Pracowała jako nauczycielka języka polskiego w szkołach podstawowych i średnich w powiatach Tomaszów Lubelski i Zamość, w latach 1980–1992 była kolejno wicedyrektorem i dyrektorem Zespołu Szkół Ekonomicznych im. Władysława Sikorskiego w Tomaszowie Lubelskim; w 1992 wygrała konkurs na dyrektora Liceum Ogólnokształcącego im. Zamoyskich w Szczebrzeszynie. Została nauczycielką akademicką w Państwowej Wyższej Szkole Zawodowej im. Szymona Szymonowica w Zamościu.
Należy do Związku Nauczycielstwa Polskiego, działa także m.in. w Towarzystwie Wiedzy Powszechnej, Polskim Czerwonym Krzyżu, Tomaszowskim Towarzystwie Regionalnym oraz stowarzyszeniu „Wszechnica Roztoczańska” w Szczebrzeszynie, promującym edukację dorosłych.
Członkini Sojuszu Lewicy Demokratycznej, należy do władz regionalnych partii. Była radną sejmiku lubelskiego od 1998 do 2001. W latach 2001–2005 z ramienia SLD zasiadała w Senacie, wybrana w okręgu chełmskim; brała udział w pracach Komisji Kultury i Środków Przekazu oraz Komisji Nauki, Edukacji i Sportu.
W 2004 i 2014 bez powodzenia kandydowała do Parlamentu Europejskiego, w 2005 do Senatu, w 2006 do sejmiku lubelskiego, a w 2007 i w 2011 do Sejmu. W 2010 ponownie wybrana na radną województwa, w 2014 nie utrzymała mandatu na kolejną kadencję.

## Życie prywatne
Jest wdową, ma dwóch synów (Mariusza i Tomasza).